# Manfred Ach (Politiker)
Manfred Ach (* 14. September 1940 in Ansbach, Mittelfranken; † 15. Juni 2024 in Margetshöchheim, Unterfranken) war ein deutscher Politiker der CSU. Von 1994 bis 2008 war er Mitglied des Bayerischen Landtages.

## Werdegang
Manfred Ach machte nach der Mittleren Reife von 1957 bis 1961 eine Ausbildung für den gehobenen nichttechnischen Verwaltungsdienst am Versorgungsamt Würzburg. Von 1962 bis 1966 war er beim Versorgungsamt Nürnberg tätig, anschließend von 1966 bis 1970 am Landesversorgungsamt Bayern in München beschäftigt, bevor er 1970 zum Staatlichen Rechnungsprüfungsamt Würzburg wechselte. Von 1991 bis 1994 leitete er diese Behörde; nunmehr als Oberregierungsrat im höheren Verwaltungsdienst (seit 1989). 
Mitglied der CSU war Manfred Ach seit Mai 1962. Von 1978 bis 2000 war er Gemeinderat in Margetshöchheim und von 1978 bis 2008 Kreisrat im Landkreis Würzburg. Von 1990 bis 2002 war Manfred Ach Vorsitzender der CSU-Kreistagsfraktion. Während seiner Zugehörigkeit zum Kreistag Würzburg war er zeitweise Vorsitzender des Rechnungsprüfungsausschusses, stellvertretender Vorsitzender der APG und Verwaltungsrat der Kreissparkasse Würzburg-Ochsenfurt.
Ab 1994 gehörte Manfred Ach dem Bayerischen Landtag an. Von 1994 bis 1998 gehörte er den Ausschüssen für Staatshaushalt und Finanzfragen, sowie für Sozial-, Gesundheits- und Familienpolitik an. Den Ausschuss für Staatshaushalt und Finanzfragen leitete er als Vorsitzender in den Jahren 1998 bis 2008. Darüber hinaus gehörte Manfred Ach von 1998 bis 2003 dem Zwischenausschuss an. Er war Mitglied im Präsidium des Bayerischen Landtags und im Fraktionsvorstand der CSU. Für die Landtagswahl 2008 stand er als Kandidat nicht mehr zur Verfügung.
Von 2003 bis 2009 stand er an der Spitze des Nordbayerischen Musikbundes und leitete für einige Jahre auch den Bayerischen Blasmusikverband als Präsident.

## Ehrungen und Auszeichnungen
- 1993: Landkreisplakette in Silber
- 1997: Ehrenmitglied der Vereinigung „Freunde der Meisterschulen Würzburg“
- 2001: Medaille für Verdienste um die Bayerische Justiz
- 2002
  - Ehrenkommissar der Bayerischen Polizei
  - Dr. Johann Christian Eberle Medaille der Sparkasse Mainfranken
  - Silberne Ehrennadel des Verbandes der Bayerischen Rassegeflügelzüchter
- 2003: Soldnermedaille für besondere Verdienste um das Vermessungswesen in Bayern
- 2005
  - Bayerischer Verdienstorden
  - Ludwig I. Medaille für herausragende Verdienste um die Bayerischen Schlösser, Gärten und Seen
  - Ehrengeometer der Bayerischen Vermessungsverwaltung
  - Goldenes Ehrenzeichen des Bayerischen Landesjagdverbandes
- 2006: Goldener Ehrenbaum des Bundes Deutscher Forstleute – LV Bayern
- 2007
  - Bayerische Verfassungsmedaille in Silber
  - Steckkreuz des Feuerwehrehrenzeichens (Bayerisches Staatsministerium des Innern)
  - Silberner Wirbel des Bayerischen Musikrates (BMR)
  - Ehrenmedaille in Gold der Bundesvereinigung Deutscher Musikverbände
- 2008
  - Bayerische Verfassungsmedaille in Gold
  - Finanzmedaille in Gold (Bayer. Staatsministerium der Finanzen)
  - Landkreisplakette in Gold
  - Goldener Bocksbeutel (Fränkischer Weinbauverband)
  - Carl-Orff-Medaille der Bayer. Sing- und Musikschulen
  - Ehrenring des Schwimmvereins 05 Würzburg
  - Verdienstplakette in Silber des Bayerischen Landes-Sportverbandes
- 2009 
  - Ehrensenator der Universität Würzburg
  - Caspar von Siebold Medaille des Uniklinikums der Universität Würzburg
  - Goldene Ehrenmedaille des Bayerischen Beamtenbundes
- 2010
  - Bundesverdienstkreuz 1. Klasse
  - Ritter des päpstlichen Silvesterordens
  - Goldene Ehrennadel mit blau-weißer Schleife des Nordbayerischen Musikbundes
  - Ehrenmitglied der Fördergemeinschaft für das Süddeutsche Kunststoffzentrum (SKZ)
  - Goldenes Ehrenabzeichen für besondere Verdienste um die Verkehrswacht (Landesverkehrswacht Bayern e.V.)
- 2017: Ehrennadel in Silber des Bezirksverbandes für Gartenbau und Landschaftspflege in Unterfranken

## Privates
Manfred Ach war verheiratet und römisch-katholischer Konfession. Er hatte zwei verheiratete Töchter und vier Enkelkinder.